# Sofie Skoog
Sofie Natalie Skoog (Hagfors, 7 giugno 1990) è un'altista svedese.
Vanta un personale di 1,94 m, ottenuto nel 2016.

## Palmarès
| Anno | Manifestazione  | Sede           | Evento        | Risultato | Misura | Note |
| ---- | --------------- | -------------- | ------------- | --------- | ------ | ---- |
| 2013 | Universiadi     | Kazan'         | Salto in alto | 9ª        | 1,84 m |      |
| 2015 | Europei indoor  | Praga          | Salto in alto | 16ª (q)   | 1,87 m | =    |
| 2015 | Mondiali        | Pechino        | Salto in alto | 14ª (q)   | 1,89 m |      |
| 2016 | Mondiali indoor | Portland       | Salto in alto | 5ª        | 1,93 m |      |
| 2016 | Europei         | Amsterdam      | Salto in alto | 9ª        | 1,89 m |      |
| 2016 | Olimpiadi       | Rio de Janeiro | Salto in alto | 7ª        | 1,93 m |      |
| 2017 | Europei indoor  | Belgrado       | Salto in alto | 9ª (q)    | 1,86 m |      |
| 2017 | Mondiali        | Londra         | Salto in alto | 18ª (q)   | 1,89 m |      |
| 2018 | Mondiali indoor | Birmingham     | Salto in alto | 10ª       | 1,84 m |      |
| 2018 | Europei         | Berlino        | Salto in alto | 16ª (q)   | 1,86 m |      |
| 2019 | Europei indoor  | Glasgow        | Salto in alto | 14ª (q)   | 1,89 m |      |